# Melissa Molinaro
Melissa Molinaro (* 4. Juni 1982 in Whitby, Ontario als Melissa Ann Smith) ist eine kanadisch-US-amerikanische Schauspielerin, Sängerin, Tänzerin und Model. Sie tritt bevorzugt in Tanzfilmen oder -Serien auf.

## Leben
In ihrer frühen Kindheit nahm sie an Bühnenstücken teil und erlernte Ballett. 1995 siedelte die Familie nach Rochester Hills in Michigan um. Mit 18 Jahren sang sie für die Girl Group Goddess vor und wurde die Lead-Sängerin und kam bei Interscope Records unter Vertrag. Da der Erfolg ausblieb, arbeitete Molinaro weiter an ihren Fähigkeiten im Schauspiel. Nebenbei erhielt sie Modelaufträge.

## Karriere
Nachdem das erste Bandprojekt gescheitert war, nahm sie an der von MTV ausgestrahlten Casting-Show Making The Band 3 teil. Sie verpasste es nur knapp, Mitglied der Girl Group Danity Kane zu werden. Auch in der Castingshow The Search For The Next Pussycat Doll verpasste sie den Einzug in die endgültige Band nur knapp. Allerdings erweckte sie die Aufmerksamkeit von Rex Rideout, mit dem sie gemeinsam die Single I Believed herausgab. Im selben Jahr folgte das Album Soul By The Pound.
2002 spielte sie im Fernsehfilm Prep, in High Crimes – Auf höchsten Befehl und in Journey of Redemption unter ihrem bürgerlichen Namen. Sie hatte eine Rolle in einer Folge der Sitcom Keine Gnade für Dad inne und spielte eine Nebenrolle im Kurzfilm Destiny’s Child. 2004 hatte sie neben zwei kleineren Besetzungen in der Fernsehserie Happy Family und dem Film The Hillz eine wiederkehrende Rolle in der Seifenoper Schatten der Leidenschaft inne. Es folgten Besetzungen in einer Folge der Serie Rodney und im Kurzfilm Balance, eine Hauptrolle neben Dolph Lundgren in Command Performance im Jahr 2009 und kurze Auftritte in Brothers, How I Met Your Mother sowie im Film Balls to the Wall. Im 2011 erschienenen Tanzfilm Honey 2 – Lass keinen Move aus spielte sie Carla. 2012 stand sie für eine Folge von The Game und den Fernsehfilm Jersey Shore Shark Attack vor der Kamera.
Medienpräsenz erhielt sie im Herbst 2012 durch ein Fotoshooting der Bekleidungsmarke „Old Navy“ und der Anklage durch Kim Kardashian, der Modekonzern hätte absichtlich ein Model mit gewisser Ähnlichkeit zu Kardashian engagiert. Verteilt zwischen 2013 und 2014 war sie in drei Folgen der Serie Hit the Floor zu sehen. Es folgten Besetzungen für eine Folge von Second Generation Wayans, im Film School Dance und der Serie Franklin & Bash und 2015 in Street.

## Filmografie
- 2002: Prep (Fernsehfilm)
- 2002: High Crimes – Auf höchsten Befehl (High Crimes)
- 2002: Journey of Redemption
- 2003: Keine Gnade für Dad (Grounded for Life, Fernsehserie, Folge 3x05)
- 2003: Destiny’s Child (Kurzfilm)
- 2004: Happy Family (Fernsehserie, Folge 1x15)
- 2004: Schatten der Leidenschaft (The Young and the Restless, Fernsehserie, 3 Folgen)
- 2004: The Hillz
- 2006: Rodney (Fernsehserie, Folge 2x14)
- 2006: Balance (Kurzfilm)
- 2009: Command Performance
- 2009: Brothers (Fernsehserie, Folge 1x09)
- 2010: How I Met Your Mother (Fernsehserie, Folge 6x12)
- 2011: Balls to the Wall
- 2011: Honey 2 – Lass keinen Move aus (Honey 2)
- 2012: The Game (Fernsehserie, Folge 5x10)
- 2012: Jersey Shore Shark Attack (Fernsehfilm)
- 2013: Second Generation Wayans (Fernsehserie, Folge 1x10)
- 2013–2016: Hit the Floor (Fernsehserie, 4 Folgen)
- 2014: School Dance
- 2014: Franklin & Bash (Fernsehserie, Folge 4x06)
- 2015: Street
- 2017: Fixed

## Diskografie
Album
- 2008: Soul By The Pound

Singles
- 2008: I Believed
- 2008: Lost In Love
- 2011: Dance Floor
- 2012: Shake The World/Goodbye Forever
- 2013: The One